# Captain Konstadt
Captain Konstadt ou Le Coon et sa bande selon l'iTunes Store (Coon 2 : Hindsight en VO, aussi appelé Coon 2 : Rise of the Captain Hindsight ou Coon and Friends) est le onzième épisode de la saison 14 de la série télévisée South Park. Il a été diffusé sur Comedy Central aux États-Unis le 27 octobre 2010.
Il est le premier épisode d'une trilogie consécutive (avec les deux épisodes suivants), et le deuxième d'une tétralogie non-consécutive commencée la saison précédente avec Le Coon.

## Synopsis
Le Coon est de retour avec cette fois toute une équipe de super-héros. Ils projettent de s'attaquer au problème pétrolier du golfe du Mexique, mais pas avant d'avoir réglé quelques problèmes en interne. Entre-temps, l'entreprise BP se confond en excuses après le désastre qui s'aggrave de jour en jour...

## Super-héros
D'après la scène finale, les combattants du crime sont Stan, Kyle, Kenny, Clyde Donovan, Bradley, Timmy et Token Black. L'épisode 11 révèle l'identité des personnages suivants :
- Coon : Eric Cartman ;
- Boîte à outils : Stan Marsh ;
- Tupperware : Tolkien Black ;
- Iron Maiden : Timmy.

Les autres alias sont révélés dans l'épisode suivant.